# Voyelle thématique
Une voyelle thématique est en morphologie linguistique une voyelle sans signification propre qui s'intercale entre le thème et la désinence dans la flexion des verbes et des noms. Cette voyelle peut varier selon le contexte phonétique ou grammatical.
En particulier, le proto-indo-européen faisait grand usage d'une voyelle thématique alternante e/o, encore bien conservée dans les langues indo-européennes anciennes. Par exemple, dans les conjugaisons du grec ancien, elle est reflétée par :
- -ο- à la 1re personne du singulier et aux 1re et 3e du pluriel (toujours -ο- devant -μ et -ν) ;
- -ε- aux 2e et 3e du singulier et à la 2e du pluriel (toujours -ε- devant -σ et -τ).